# 人生若如初见
《人生若如初见》（英語：A Love Never Lost）是由王伟执导，李现、春夏、魏大勋、周游领衔主演，朱亚文特别出演的历史剧。主要讲述晚清庚子国变后，青年们走向了不同的人生抉择之路的故事。
该剧原定于2022年7月18日在湖南卫视金鹰独播剧场、爱奇艺和芒果TV首播。播出当晚湖南卫视改播《山海情》，同时爱奇艺和芒果TV的网络播放也未准时上线。当晚临近临近22:30，爱奇艺平台上线6集剧集，但1小时后撤下。当晚23:32，电视剧官博发布延播声明，表示原定當晚播出的《人生若如初见》因技术原因将延后播出，具体播出时间另行通知。於2025年5月13日重新在爱奇艺首播。

## 演员列表

### 主演
| 演員   | 角色             | 介紹                              |
| 李现   | 梁乡(良乡)       | 晚清贵族后裔，原型歷史人物良弼。  |
| 春夏   | 谢菽红（秋红）   | 进步女青年，原型歷史人物秋瑾。    |
| 魏大勋 | 杨凯之           | 革命党 ，原型歷史人物吳祿貞。     |
| 周游   | 李人骏           | 北洋武卫右军军人                  |
| 朱亚文 | 吳天白（俞天白） | 革命流亡者 ，原型歷史人物喻培倫。 |

### 其他演员
| 演員   | 角色     | 介紹       |
| 李诚儒 | 宋葆荃   |            |
| 吴越   | 梁母     | 多爾袞后裔 |
| 白客   | 載灃     |            |
| 孔連順 | 載洵     |            |
| 施詩   | 謝雪青   |            |
| 张亦驰 | 载涛     |            |
| 喬振宇 | 載振     |            |
| 劉敏濤 | 隆裕太后 |            |
| 蔣夢婕 | 蕭鳳蘭   |            |
| 劉美含 | 李珠姬   |            |
| 霍青   | 達人     |            |
| 王汀   | 下田歌子 |            |

## 劇情梗概
《人生若如初見》是一部以清末民初為背景的歷史劇，講述了五位青年在庚子國變後，面對國家危難，走上不同人生道路的故事。
故事發生在1900年後的清末中國，國土滿目瘡痍。貴族少年梁鄉（李現飾）、革命黨人楊凱之（魏大勳飾）、北洋軍官李人駿（周游飾）成為首批赴日本士官學校留學的進步青年，在赴日郵輪上，他們與革命流亡者吳天白（朱亞文飾）及被其哄騙同行的富家女謝菽紅（春夏飾）相遇，五人的命運從此緊密交織。
在東京，他們接觸各種新思潮，結為兄弟，共同探索救國之路。歸國後，梁鄉試圖推動軍事改革，卻深陷權力漩渦，最終認清時代風向，選擇隱居。楊凱之投身革命並在延吉之戰中力挫日軍，成為「戍邊英雄」。而吳天白繼續激進活動，謝菽紅則在異國艱難求生。劇中細膩刻畫了辛亥年間革命志士的浴血奮戰，以及舊秩序崩塌下的個人掙扎與覺醒。
該劇以群像敘事展現了時代洪流下的熱血、迷茫與犧牲，既有歷史厚重感，亦不乏情感描寫。主題涉及個人理想與現實的衝突、愛情與信仰的抉擇，以及新舊時代的激烈碰撞。

## 争议
- 本剧因涉及相关历史人物在网络上引发讨论。[7][8]

爭議與審查
該劇原定於2022年7月18日播出，因內容與官方主流意識形態不符，首播當日即被緊急下架。劇中男主角“梁鄉（/良鄉)”被認為以清末保皇派代表人物良弼為原型，其正面塑造引發“美化反革命人物”的爭議。在當時中共二十大即將召開之際，主管部門對涉及歷史題材的影視作品審查趨於嚴格，力求防範“歷史虛無主義”思想的傳播。
修改與復播
歷經三年修改，該劇於2025年5月13日重新在愛奇藝平台播出。修改主要包括角色更名（如“良鄉”改為“梁鄉”）、刪減敏感情節，以及敘事重心的調整。新版劇情更加聚焦於革命主線，刪減了大量情感戲與歷史細節，導致部分觀眾認為劇情主線略顯鬆散，情感鋪陳生硬，所有原先展現人性光輝與矛盾掙扎的戲份遭遇弱化。市場反饋兩極，部分觀衆表達失望。